# Aeroportul City of Derry
Aeroportul City of Derry (IATA: LDY, ICAO: EGAE) este un aeroport din Eglinton⁠(d), Comitatul Londonderry, Irlanda de Nord, Regatul Unit ce deservește zona Derry. Aeroportul a fost tranzitat în 2022 de 163.379 de pasageri. A fost deschis în 1941 și numit după zona deservită.
Situat la o altitudine de 7 m, aeroportul dispune de 1 pistă.

## Infrastructură

### Piste
Aeroportul dispune de o singură pistă. Pista 08/26 are suprafața de asfalt și dimensiunile 1.969 m × 45 m. 